# Project KAIN
Project KAIN byl projekt v režii kytaristy Jiřího Urbana a basisty Zdeňka Kuba z Arakainu. Na projektu hostovalo mnoho muzikantů. V roce 1999 vyšlo stejnojmenné album.

## Účastníci
- Jiří Urban - kytary, zpěv, aranže
- Zdeněk Kub - basová kytara, programování, aranže

### Hosté
- Zdeněk Vlč - klávesy, samplery, klávesové aranže
- Dan Bárta - zpěv
- Roman Izaiáš - zpěv
- Marta Jandová - zpěv
- Oto Klempíř - ryck, řev, hrozby, recitativ
- Simon - zpěv
- Radek Zíka - zpěv
- Mirek Chyška - sólová kytara (2, 3)
- Ina Urbanová - vokály (5)

## Album Project KAIN
1. Tajemství (Urban/Vojtková) - zpěv: Simon (5:15)
2. Kain (Kub/Kub) - zpěv: Izaiáš (3:52)
3. Tříšť (Urban, Bárta/Bárta) - zpěv: Bárta (4:34)
4. Výheň (Urban/Korál) - zpěv: Urban (4:47)
5. Pavoučí (Urban/Korál) - zpěv: Zíka (4:09)
6. Poslední práh (Kub/Kania) - zpěv: Izaiáš (4:31)
7. Hodiny života (Kub/Kub) - zpěv: Urban (4:28)
8. Zavřu oči (Kub/Jandová) - zpěv: Jandová (5:15)
9. Hyper Man Gun (Urban/Klempíř) - zpěv: Klempíř (4:06)
10. Prokletí (Urban/Vojtková) - zpěv: Zíka (7:27)